# Polynesia (bướm đêm)
Polynesia là một chi bướm đêm thuộc họ Geometridae.

## Các loài
- Polynesia curtitibia Prout, 1922
- Polynesia sunandava (Walker, 1861)
- Polynesia truncapex Swinhoe, 1892